# Elecciones generales de la República Dominicana de 1966
Las elecciones generales se celebraron en la República Dominicana el 1 de junio de 1966. Siguiendo el golpe de Estado en septiembre de 1963, que derrocó al  presidente Juan Bosch del Partido Revolucionario Dominicano, los partidarios de sus reformas constitucionales fueron excluidos de las elecciones, a pesar de que Bosch por sí mismo las  impugnó por ellos. El resultado fue una victoria para Joaquín Balaguer del Partido Reformista, mientras que su partido también ganó las elecciones legislativas del Congreso. La participación electoral fue de 57.66%.